# Ye Hai Mohabbatein
Ye Hai Mohabbatein är en indisk TV-serie som började sändas på Star Plus den 3 december 2013.

## Rollista (i urval)
- Divyanka Tripathi - Dr. Ishita Raman Kumar Bhalla
- Karan Patel - Raman Kumar Omprakash Bhalla